# Synthpop
Synthpop je žanr pop glazbe koji se razvio početkom osamdesetih poglavito u Engleskoj, Njemačkoj, te općenito u Zapadnoj Europi i SAD-u u kojoj je sintisajzer dominantan instrument. Početci synthpopa su u kasnim 1970-im godinama i kroz početak i sredinu 1980-ih, kad je i bio najpopularniji. Razvio ga je japanski sastav YMO, a inspiracija mnogima bio je sastav Kraftwerk. Vrlo brzo su ga preuzeli drugi umjetnici kao što su Gary Numan, Landscape, Depeche mode, Ultravox i Devo. Svi su prihvatili sintisajzer kao dominantan instrument i iskorištavali njegov unikatan zvuk.
U osamdesetima u Hrvatskoj postojali su 
- Denis & Denis (Rijeka), -1984. single Program tvog kompjutera/Noć, 1984. LP Čuvaj se !, 1985. mini LP Ja sam lažljiva, Budi tu 1988., Program tvog kompjutera (Kompilacija) 1995.
- Paraf (Rijeka)

U ondašnjim susjednim je republikama postojalo nekoliko synthpop sastava koje bi trebalo spomenuti, a koji su utjecali na hrvatsku scenu ili na koje je utjecala hrvatska scena: 
- Beograd (Beograd) - 1982. single T.V./Sanjaš li u boji?, 1983. LP Remek depo
- Max & Intro (Beograd) - 1985. single Ostavi sve/Beogradska devojka
- Data (Beograd), - 1984. single Ne zovi to ljubavlju/Neka ti se dese prave stvari
- Videosex (Ljubljana) - 1984. Videosex, 1985. Lacrimae Christi, Svet je zopet mlad, Ljubi in sovraži.
- Kozmetika (Beograd) - 1983. LP Kozmetika,
- Berliner Strasse (Beograd) -
- Romantične boje (Niš) -
- Rex Ilusivii (Novi Sad) -
- D'boys (Beograd) -
- Šizike (Beograd)
- Laki pingvini (Beograd)
- Annoda Rouge (Beograd) -
- Oskarova Fobija (Beograd)

## Pripadnici
- Colony 5
- Elegant Machinery

## Vanjske poveznice
- http://www.synthpop.net/  Arhivirana inačica izvorne stranice od 9. lipnja 2007. (Wayback Machine)
- Online direktorij synthpop web stranica  Arhivirana inačica izvorne stranice od 3. prosinca 2009. (Wayback Machine)
- Bjeloruski synth-pop portal